# Rechthalten
Rechthalten (toponimo tedesco; in francese Dirlaret) è un comune svizzero di 1 083 abitanti del Canton Friburgo, nel distretto della Sense.

## Monumenti e luoghi d'interesse

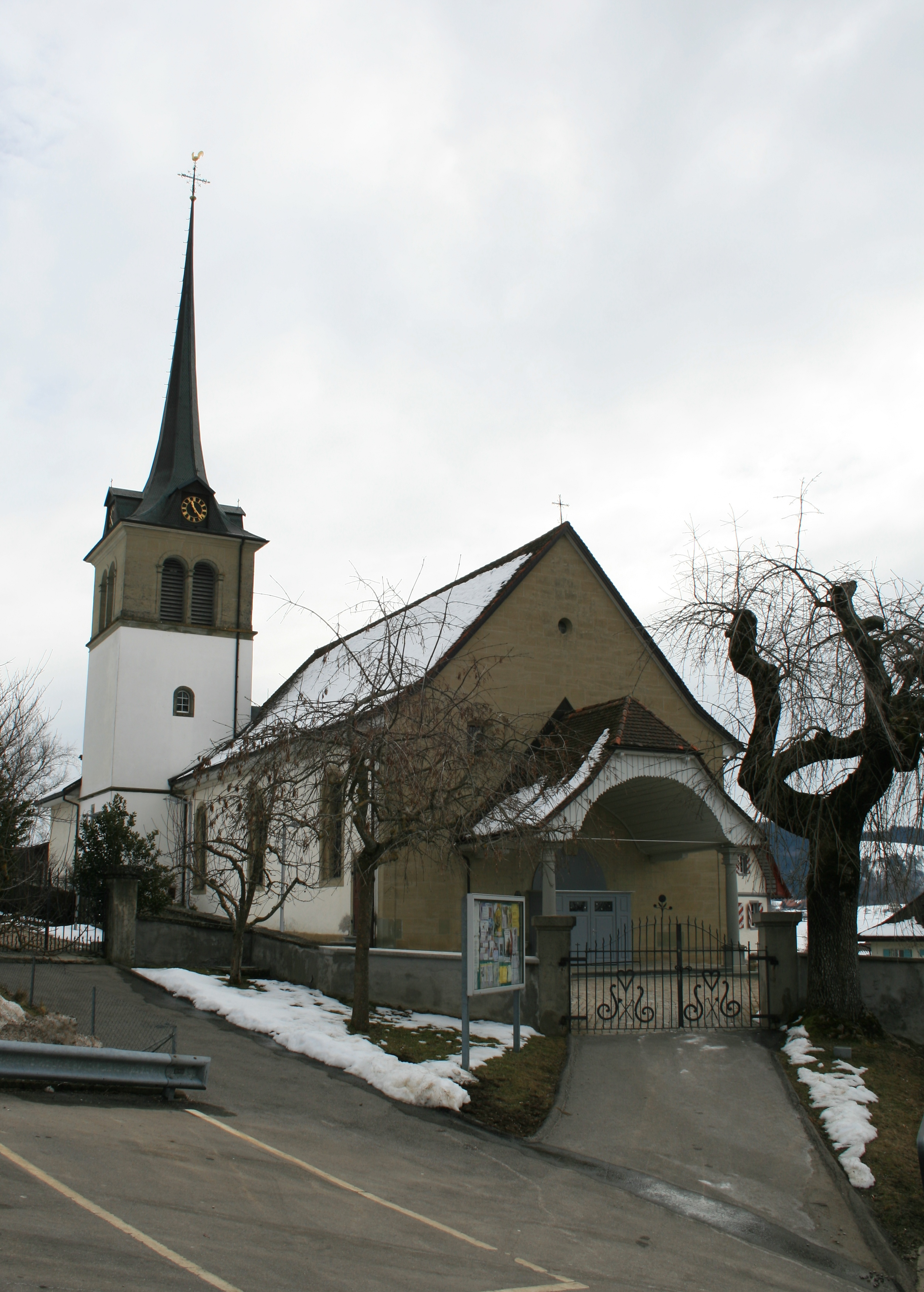
La chiesa cattolica di San Germano

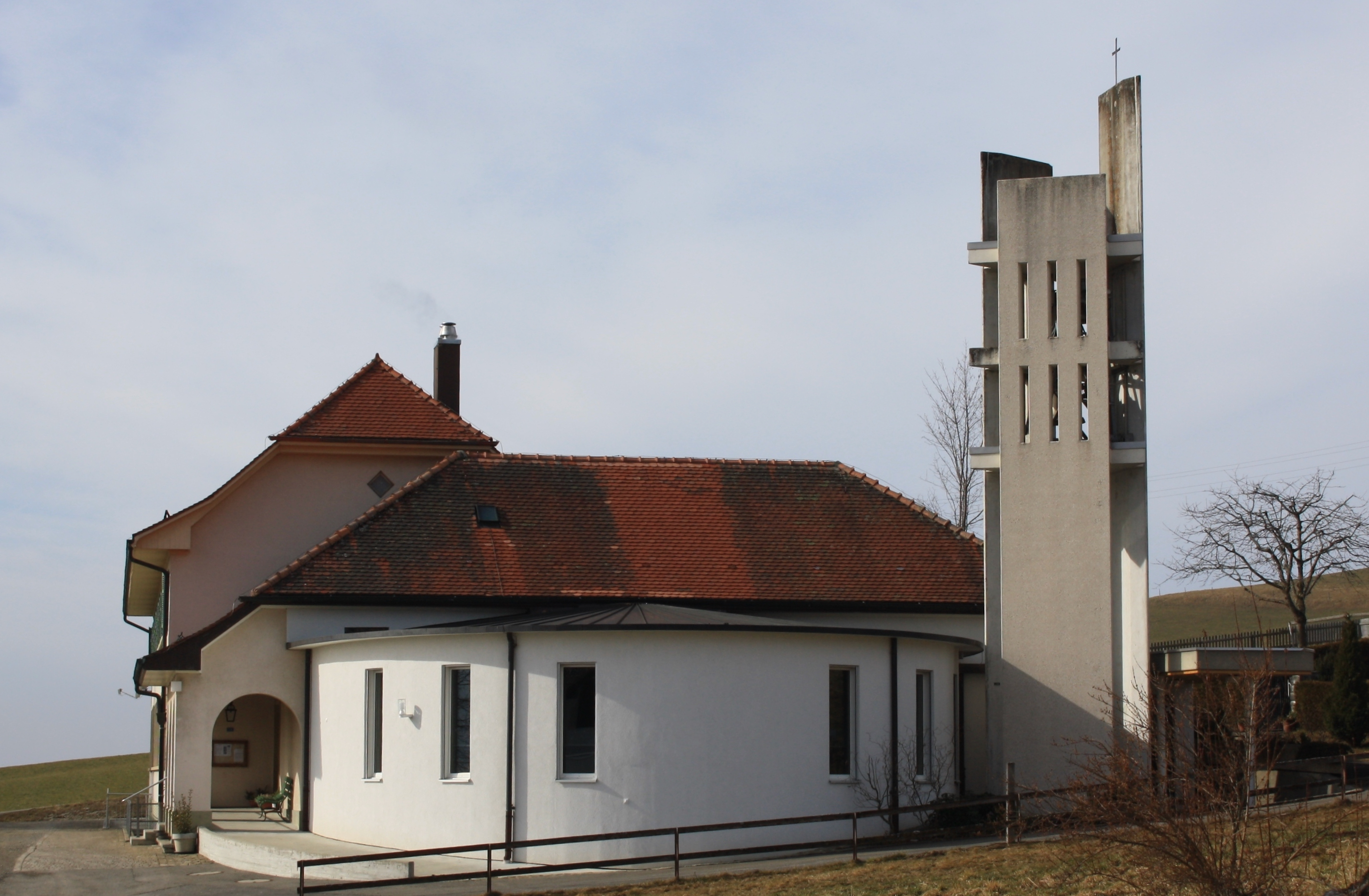
La chiesa riformata di Weissenstein

- Chiesa cattolica di San Germano, attestata dal 1190[1];
- Chiesa riformata di Weissenstein, eretta nel XIX secolo[1].

## Società

### Evoluzione demografica
L'evoluzione demografica è riportata nella seguente tabella:
Abitanti censiti

## Amministrazione
Ogni famiglia originaria del luogo fa parte del comune patriziale che ha la responsabilità della manutenzione di ogni bene comune.